# Peugeot Type 135
La Peugeot Type 135 est un modèle d'automobile produit par le constructeur français Peugeot en 1911.